# Roy Budd
Pour les articles homonymes, voir Budd.
Roy Budd, né le 14 mars 1947 à South Norwood et mort le 7 août 1993 à Londres, est un musicien de jazz et un compositeur de musique de films britannique. 

## Biographie
Il commence très jeune à s'intéresser à la musique et à l'âge de 16 ans, il se lance comme musicien de jazz, en créantThe Roy Budd Trio avec Pete Morgan à la basse et Chris Karan (en) à la batterie.
Il compose ses premières musiques de films à partir de 1970 et devient un compositeur prolifique durant toute cette décennie et celle d'après. 
Il est l'auteur de la musique de Soldat bleu, La Loi du milieu ou Les Oies sauvages. 
En 1972, il se marie avec la chanteuse franco-italienne Caterina Valente avec qui il a un fils Alexandre. Ils divorcent en 1979.   
Il meurt en 1993 d'une hémorragie cérébrale à l'âge de 46 ans, juste avant de terminer sa version symphonique sur le classique de 1925, Le fantôme de l'Opéra.

## Filmographie partielle
- 1970 : Soldat bleu (The blue Soldier) de Ralph Nelson
- 1971 : La Loi du milieu (Get Carter) de Mike Hodges
- 1971 : Zeppelin d'Étienne Périer
- 1971 : Catlow de Sam Wanamaker
- 1972 : Opération clandestine (The Carey Treatment) de Blake Edwards
- 1973 : Le Cercle noir (The Stone Killer) de Michael Winner
- 1974 : Contre une poignée de diamants (The Black Windmill) de Don Siegel
- 1974 : Marseille contrat (The Marseille Contract) de Robert Parrish
- 1974 : Crime à distance de Ken Hughes
- 1975 : Le Tigre de papier (Paper Tiger), de Ken Annakin
- 1975 : Un coup de deux milliards de dollars (Diamonds) de Menahem Golan
- 1977 : Sinbad et l'Œil du tigre (Sinbad and the eye of the tiger) de Sam Wanamaker
- 1977 : Bienvenue à la cité sanglante (Welcome to Blood City)) de Peter Sasdy
- 1978 : Les Oies sauvages (The Wild Geese) de Andrew V. McLaglen
- 1978 : La Rage au cœur (Tomorrow never comes) de Peter Collinson
- 1980 : Le Chainon manquant de Picha
- 1980 : Le Commando de sa Majesté (The Sea Wolves) de Andrew V. McLaglen
- 1980 : Mama Dracula de Boris Szulzinger
- 1982 : Commando de Ian Sharp
- 1984 : Le Big Bang de Picha
- 1985 : Les Oies sauvages 2 (The Wild Geese II) de Peter Hunt
- 1992 : Bruits de coulisses (Noises Off...) de Peter Bogdanovich